# Kitaingo
Kitaingo är ett berg i Kenya.   Det ligger i länet Makueni, i den södra delen av landet, 90 km sydost om huvudstaden Nairobi. Toppen på Kitaingo är 1 851 meter över havet, eller 155 meter över den omgivande terrängen. Bredden vid basen är 2,2 km.
Terrängen runt Kitaingo är huvudsakligen kuperad. Runt Kitaingo är det tätbefolkat, med 369 invånare per kvadratkilometer. Trakten runt Kitaingo består i huvudsak av gräsmarker.